# 68-ма піхотна дивізія (Третій Рейх)
68-ма піхотна дивізія (Третій Рейх) (нім. 68. Infanterie-Division) — піхотна дивізія Вермахту за часів Другої світової війни.

## Історія
68-ма піхотна дивізія була сформована 26 серпня 1939 в Берліні у III-му військовому окрузі (нім. Wehrkreis III) під час 2-ї хвилі мобілізації Вермахту.

## Райони бойових дій
- Німеччина (серпень 1939);
- Польща (вересень — грудень 1939);
- Німеччина (грудень 1939 — травень 1940);
- Франція, Люксембург (травень — червень 1940);
- Генеральна губернія (липень 1940 — червень 1941);
- Східний фронт (південний напрямок) (червень 1941 — вересень 1944);
- Польща, Словаччина (вересень 1944 — січень 1945);
- Сілезія (січень — травень 1945).

## Командування

### Командири
- генерал-лейтенант Георг Браун (нім. Georg Braun) (26 серпня 1939 — 14 листопада 1941);
- генерал-лейтенант Роберт Майсснер (нім. Robert Meißner) (14 листопада 1941 — 26 січня 1943);
- генерал-лейтенант Ганс Шмідт (нім. Hans Schmidt) (27 січня — 25 жовтня 1943);
- генерал-лейтенант Пауль Шоєрпфлюг (нім. Paul Scheuerpflug) (25 жовтня 1943 — 8 травня 1945).